# 薛斯高 (1986年)
薛斯高（ Xisco ，1986年6月26日—）原名法蘭西斯高·占美尼斯·迪查達（Francisco Jiménez Tejada）是一位西班牙足球運動員，在場上的位置是前鋒。他現在效力於西班牙乙組足球聯賽球隊奧沙辛拿。
薛斯高出身西甲球會拉科魯尼亞，其後曾效力英超紐卡素。2011年，加盟西乙科爾多瓦，並協助球隊在2013/14球季升上西甲。2015年1月被外借到西乙馬略卡。2016年，轉投泰超蒙通聯，贏得泰超聯和泰國聯賽盃。2017年賀歲盃足球賽，薛斯高隨蒙通聯來到香港，取得季軍。
2017年7月21日，加盟西乙球隊奧沙辛拿。

## 榮譽
拉科魯尼亞
- 西班牙乙組足球聯賽: 2011–12

蒙通聯
- 泰國超級足球聯賽: 2016
- 泰國聯賽盃: 2016
- 泰國冠軍盃: 2017